# Мачка (ваздухопловна једрилица)
Мачка је акробатска једноседа једрилица дрвене конструкције са неувлачивим амортизованим скијама за слетање испод трупа. Конструисна је и производила се у Ваздухопловно-техничком центру у Вршцу. Била је једина конструисана југословенска акробатска једрилица.

## Развој
Прототип једрилице Мачка, дело инжењера Милоша Илића, направљен је 1956. године у Ваздухопловно-техничком центру у Вршцу, а после његовог испитивања 1958. урађена је мала серија, такође у Вршцу. Интересантно је да је инжењер Илић репне површине и одговарајући део трупа практично преузео са једрилице Илинденка.
Грађена је у то време, на класичан начин тј. дрвена конструкција обложена платном и шпер плочама. Имала је релативно мали размах крила (10 m), дебели профил крила и робусну носећу конструкцију и изузетну покретљивост.
Захваљујући великој покретљивости и чврстој конструкцији била је погодна за обуку пилота-једриличара за акробатско летење, а често је виђана на аеро-митинзима. Према својим карактеристикама спада у ред врхунских конструктивних решења свог времена у свету.

## Карактеристике
Карактеристике наведене овде се односе на једрилицу Мачка а према изворима
| Финеса      | 1 : 21,5 при брзини 83 km/h |
| Перформансе | - максимална брзина 450 km/h - минимална брзина 62,8 km/h - минимално пропадање 0,98 m/s при брзини 74,5 km/h                                                      |
| Димензије   | - размах крила 10,00 m - дужина 5,67 m - висина 0,99 m - површина крила 10,00 m² - виткост крила 10 - аеропрофил крила непознат - макс. оптеречење крила; 26 kg/m² |
| Маса        | - сопствена 157 kg - полетна 260 kg - водени баланс; нема |

## Сачувани примерци
У музеју Ваздухопловства у Београду на аеродрому "Нилола Тесла" изложен је примерак (регистрација YU-4107, фабрички број 03) који је Музеј добио 1979. године од аероклуба „Жарко Зрењанин”. Други примерак још лети у Словенији под регистарским бројем С5-1112.

## Коришћење
- Југославија
- Србија
- Словенија